# Paul Alverdes

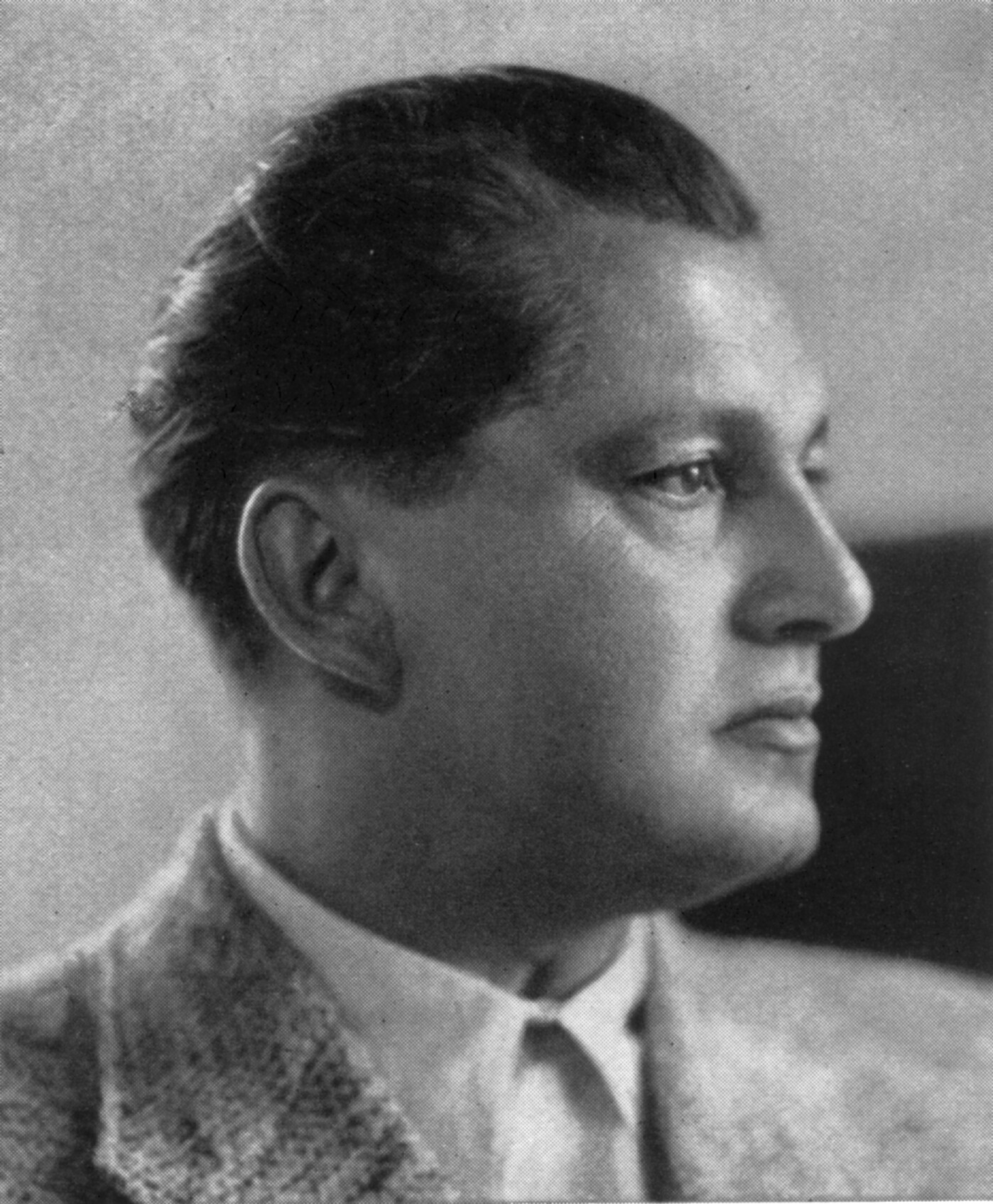
Paul Alverdes, um 1938

Paul Alverdes (* 6. Mai 1897 in Straßburg, Deutsches Reich; † 28. Februar 1979 in München) war ein deutscher Schriftsteller.

## Leben
Alverdes stammte aus einer alten pommerschen Familie und war der Sohn des Feldwebels Hermann Alverdes und dessen Ehefrau Paula Arnolds; er hatte noch eine ältere Schwester. Bedingt durch die Versetzung seines Vaters beendete Alverdes seine Schulzeit an einem Gymnasium in Düsseldorf. Bereits als Schüler hatte er sich der Jugendbewegung angeschlossen.
Mit 17 Jahren meldete er sich im August 1914 freiwillig als Soldat und wurde bereits nach kurzer Zeit an der Somme eingesetzt. Von dort kehrte er mit einer schweren Kehlkopfverletzung aus dem Krieg zurück. Die überwiegende Zeit seines Lazarettaufenthaltes verbrachte er in und bei Berlin.
Kriegsversehrt begann Alverdes an der Universität Jena Rechtswissenschaft zu studieren, brach aber bereits nach kurzer Zeit dieses Studium zu Gunsten von Germanistik und Kunstgeschichte an der Ludwig-Maximilians-Universität in München ab. Dieses Studium konnte er am 27. Juli 1921 erfolgreich mit seiner Dissertation über den Pietismus abschließen.
Seit dieser Zeit lebte und wirkte Alverdes als freier Schriftsteller in München. 1925 heiratete er Rose geb. Weidner. Bereits während seines Studiums machte Alverdes in München die Bekanntschaft von Martin Bodmer und Herbert Steiner, die ihn ab 1930 für die Mitarbeit ihrer Zeitschrift Corona begeistern konnten.
Alverdes arbeitete neben anderen dort mit Hans Carossa, Hermann Hesse, Hugo von Hofmannsthal, Ricarda Huch, Max Mell und Emil Strauß zusammen. Laut Armin Mohler zählte Alverdes zu den Autoren der sog. Konservativen Revolution. Alverdes war 1941 Teilnehmer am Weimarer Dichtertreffen – Gastgeber war das Reichsministerium für Volksaufklärung und Propaganda –, bei dem die Europäische Schriftsteller-Vereinigung gegründet wurde.
Neben seinem eigenen literarischen Schaffen machte sich Alverdes auch als Übersetzer einen Namen – unter anderem von Werken James Fenimore Coopers und Joseph Kessels. Nach dem Zweiten Weltkrieg arbeitete er vorrangig für den Bayerischen Rundfunk. 1961 erhielt er den Deutschen Jugendbuchpreis und 1963 trat er der Bayerischen Akademie der Schönen Künste bei.

## Rezeption
Für Alverdes war – wie für viele Schriftsteller, die Kriege miterlebt haben – das Fronterleben in seiner Literatur bestimmend. Er beschönigte in seinen Romanen und Erzählungen die mit äußerster Brutalität geführten Kämpfe nicht, aber genauso wenig stellte er ihren Sinn in Frage. Er war der festen Überzeugung, dass der Krieg die positive Verwandlung eines Menschen hervorrufen könne, und wollte dies auch literarisch gestalten.
Mit seiner Erzählung Die Pfeiferstube (erstmals veröffentlicht 1929 in Frankfurt am Main) erzielte er seinen nationalen Durchbruch. Darin finden vier am Kehlkopf verletzte Soldaten, drei Deutsche und ein Engländer, im Lazarett menschlich zueinander.
In der Novellensammlung Reinhold oder die Verwandelten (erschienen 1931 in München) ist der Protagonist ein junger Freiwilliger, der im Granatenhagel zum pflichtbewussten Menschen reift und die Anerkennung seiner Kameraden erlangt. Für ihn war aber nicht nur die Reifung eines Menschen von Bedeutung, sondern auch die Verantwortung für das Vaterland. So fühlte der junge Soldat „die Augen des Vaterlandes auf sich gerichtet, welches alles sah“.
In den Jahren 1934/35 folgten zwei Hörspiele: Die Freiwilligen und Das Winterlager. In beiden Hörspielen war das Leitthema die Pflicht gegenüber der Gemeinschaft über den individuellen Wünschen und Bedürfnissen.
Durch seinen erzählenden Bericht Eine Infanterie-Division bricht durch zog er harsche Kritik von Hans Grimm und Literaturfunktionär Hellmuth Langenbucher auf sich. Langenbucher zitierte Alverdes in seinem Band über Volkhafte Dichtung der Zeit von 1937 und attackierte ihn heftig.
Im Oktober 1936 wurden Alverdes und Karl Benno von Mechow in der von ihnen 1934 bis 1944 herausgegebenen Zeitschrift Das Innere Reich wegen eines Artikels zum Geburtstag Friedrichs des Großen in der SS-Zeitschrift Das schwarze Korps im Parteiblatt Völkischer Beobachter scharf angegriffen. Nach Interventionen des Verlegers Gustav Pezold und des Schriftstellers Ernst von Salomon bei mehreren NS-Größen wurde das Verbot am 23. Oktober 1936 wieder aufgehoben. Die Zeitschrift konnte dann bis zum Herbst 1944 weiter erscheinen und war nie ein Organ der geistigen Opposition oder gar des Widerstandes.
Nach 1945 veröffentlichte Paul Alverdes vor allem Kinderbücher und Hörspiele, erzählte jedoch in seinem letzten Roman Grimbarts Haus (1949) von einem Vater, der vier Söhne im Krieg verliert und deswegen den Verstand verliert.

## Werke (Auswahl)
- Dem Andenken Mozarts. Zur Eröffnung der Mozart-Ausstellung in München 1941. Schmidt Verlag, München 1941.
- Dank und Dienst. Reden und Aufsätze. Albert Langen/Georg Müller, München 1939.
- Deutsches Anekdotenbuch. Eine Sammlung von Kurzgeschichten aus vier Jahrhunderten. Dtv, München 1966 (zusammen mit Hermann Rinn).
- Dezember. Der Christmonat. Ehrenwirth, München 1964.
- Die dritte Kerze. Verlag Kiefel, Wuppertal 1968.
- Die Freiwilligen. Albert Langen/Georg Müller, München 1934.
- Das Männlein Mittentzwei, ein Märchen für Kinder. Albert Langen/Georg Müller, München 1937.
- Die Geleitbriefe. Erlebnisse und Begegnungen. Diederichs, Köln 1951.
- Gespräche über Goethes Harzreise im Winter. Südverlag, Konstanz 1950.
- Grimbarts Haus. Südverlag, Konstanz 1949.
- Das Hausbuch der Fabeln. Fabeln aus aller Welt. Ehrenwirth, München 1990, ISBN 3-431-03113-7.
- Das Hausbuch der Schelmenstreiche. Von Schelmen und Narren aus aller Welt. Ehrenwirth, München 1990, ISBN 3-431-03114-5 (früher unter dem Titel „List gegen List“).
- Eine Infanterie-Division bricht durch. Eher, München 1943.
- Der mythische Eros in der geistlichen Lyrik des Pietismus. Dissertation, Universität München 1921.
- Nach Hause kommen. Verlag Kiefel, Wuppertal 1977, ISBN 3-7811-0176-2.
- Die Nördlichen. Gedichte. Der Weiße Ritter Verlag, Berlin 1922.
- Die Pfeiferstube. Rütten & Loening, Frankfurt 1929. Neuauflage u. a. im Langen Müller Verlag, München 1986, ISBN 3-7844-2040-0 unter dem Titel Die Pfeiferstube und andere Erzählungen.
- Reinhold oder die Verwandelten. Georg Müller, München 1931.
- Über Rudolf Binding. Rütten & Loening, Frankfurt/M. 1927.
- Das Winterlager. Albert Langen/Georg Müller, München 1935.
- Das Männlein Mittentzwei, Albert Langen/Georg Müller, 1937.
- Das Zwiegesicht. Albert Langen/Georg Müller, München 1937.
- Siebensohn mit bunten Bildern von Beatrice Braun-Fock, Südverlag 1948.
- Stiefelmanns Kinder, Südverlag 1949.